# Parafia św. Wawrzyńca w Kożuchówku
Parafia pw. św. Wawrzyńca w Kożuchówku – rzymskokatolicka parafia należąca do dekanatu sokołowskiego, diecezji drohiczyńskiej, metropolii białostockiej.

## Miejsca kultu

### Kościół parafialny
W roku 1953 pod kierunkiem ks. Wacława Gajowniczka rozpoczęto budowę nowego kościoła. Zakończono ją w 1960. Jego konsekracji, w dniu 3 lipca 1960 roku, dokonał ks. prał. Kazimierz Miszczak, rektor Wyższego Seminarium Duchownego Siedlcach.

### Dawniej posiadane lub użytkowane przez parafię świątynie
- Pierwszy kościół wzniesiono w Kożuchówku w 1419 roku. Kościół ograbiono podczas Potopu, został spalony w 1709.
- Następny kościół zbudowano w roku 1716. Świątynia spłonęła w 1802 roku.
- W latach 1803–1804 zbudowano kolejną świątynię. Po wybudowaniu nowego kościoła w 1960 r., stary, drewniany kościół przeniesiono na cmentarz i rozebrano w 1987.

## Proboszczowie

### od II połowy XX wieku
- ks. Wacław Gajowniczek (1944–1982, budowniczy obecnego kościoła)[1]
- ks. Stanisław Bogusz (1982–1993)[2]
- ks. Jan Arseniuk (1993–2000)[2]
- ks. Stanisław Wojciechowski (2000–2005)[2]
- ks. Kazimierz Ochnik (2005–2010)[2]
- ks. Zbigniew Domirski (2010–2017)[2]
- ks. kan. dr Zbigniew Średziński (od 2017)[3][1]

## Zasięg parafii

### Miejscowości i ulice
W granicach parafii znajdują się miejscowości:

- Błonie Duże,
- Błonie Małe,
- Brodacze,
- Kobylany Górne,
- Kolonia Patrykozy,
- Kolonia Ruda,
- Kożuchów,
- Kożuchówek,
- Patrykozy,
- Rafały,
- Remiszew Mały,
- Skorupki,
- Smuniew,
- Włodki,
- Zawady

## Publikacje
- Zbigniew Wąsowski, Monografia parafii Kożuchówek na Podlasiu, ISBN 978-83-943817-0-7